# Kuleszowka (obwód kurski)
Kuleszowka (ros. Кулешовка) – wieś (ros. деревня, trb. dieriewnia) w zachodniej Rosji, w sielsowiecie puszkarskim rejonu korieniewskiego w obwodzie kurskim.

## Geografia
Miejscowość położona jest nad rzeką Grunia (dopływ Sejmu), 9,5 km od centrum administracyjnego sielsowietu puszkarskiego (Puszkarnoje), 14,5 km od centrum administracyjnego rejonu (Korieniewo), 90 km od Kurska.

## Demografia
W 2010 r. miejscowość nie posiadała mieszkańców.